# Truro
Truro (ˈtrʊəroʊ; in cornico Truru) è una città della Cornovaglia, Inghilterra, nel Regno Unito.

## Storia
Capoluogo amministrativo della Cornovaglia, Truro si è sviluppata nel XII secolo attorno a un castello, che non esiste più, fatto costruire in cima a una collina dal normanno Richard de Luci, Gran Giustiziere d'Inghilterra sotto Enrico II.
Nel XVIII e XIX secolo Truro diventò una dei più importanti insediamenti industriali del sud-ovest dell'Inghilterra. Di questo passato industriale, oggi non è più rimasta traccia. Roger Taylor, il batterista dei Queen, vi ha vissuto durante l'adolescenza. Le spiagge di Truro sono una famosa meta turistica per chi pratica il surf in Gran Bretagna.

## Amministrazione

### Gemellaggi
Truro è gemellata con:
- Morlaix, Francia
- Boppard, Germania